# Lohvîn, Volodarka
Lohvîn (în ucraineană Логвин) este localitatea de reședință a comunei Lohvîn din raionul Volodarka, regiunea Kiev, Ucraina.

## Demografie
Componența lingvistică a localității Lohvîn
     Ucraineană (97,99%)
     Rusă (1,61%)
     Alte limbi (0,2%)
Conform recensământului din 2001, majoritatea populației localității Lohvîn era vorbitoare de ucraineană (97,99%), existând în minoritate și vorbitori de rusă (1,61%).

## Legături externe
- pl Łohwin în Dicționarul geografic al Regatului Poloniei și al altor țări slave, volum V (Kutowa Wola — Malczyce) anul 1884